# Corps du matériel (United States Army)
United States Army Ordnance Corps
Le corps du matériel de l'United States Army (United States Army Ordnance Corps) est une branche du soutien (en) de l'United States Army, dont le siège est à fort Lee (en), en Virginie. La mission générale du corps du matériel est l'approvisionnement des unités de combat de l'armée avec des armes et des munitions, y compris leur achat et leur entretien. Avec le corps des quartiers maîtres et le corps des transports (en), il constitue une composante essentielle du système de logistique de l'armée de terre des États-Unis.
La mission du corps du matérielest de soutenir le développement, la production, l'acquisition et le maintien en condition de systèmes d'armes, des munitions, des missiles, de l'électronique, et de matériel de mobilité terrestre en temps de paix et de guerre pour donner la puissance de combat à l'United States Army. L'officier responsable de la direction générale de la doctrine, de l’entraînement et du développement professionnel de ces objectifs est le chef du matériel. L'actuel chef du matériel est le brigadier-général David Wilson (en).

## Histoire

### Période coloniale à la guerre d'Indépendance
Dans les colonies britanniques en Amérique, chaque colonie était responsable de son propre approvisionnement en munitions. La première trace écrite d'un officier du matériel dans la colonie d'Amérique britannique est Samuel Sharpe dans la colonie de la baie du Massachusetts nommé en 1629, en tant que maître canonnier du matériel. En 1645, la colonie du Massachusetts a en permanence, un inspecteur du matériel. Il était responsable de la fourniture et de l'entretien des armes et des munitions.
Avant de former l'armée continentale, le 14 juin 1775, le second congrès continental nomme un comité, le 27 mai pour étudier des méthodes d'approvisionnement en armes et en munitions et du stockage, et pour nommer un commissaire général. Le 19 juillet 1775, Ezekiel Cheever est nommé par le général George Washington en tant que commissaire des magasins de l'artillerie, qui sera bientôt appelé commissaire des magasins militaires avec le major général Henry Knox comme chef de l'Artillerie. Au cours de la révolution américaine, chaque grand groupe de forces américaines sur le terrain a un commissaire des magasins militaires pour soutenir les soldats.
En 1776, le conseil de la guerre et du matériel (en) est créé pour la délivrance de fournitures aux troupes sur le terrain, et, en 1777, un magasin à poudre est créé à Carlisle, en Pennsylvanie et une fonderie à Springfield, dans le Massachusetts. En janvier 1777, le général George Washington nomme Benjamin Flower chef du commissariat général des magasins militaires. Benjamin Flower reçoit le grade de colonel et sert en cette qualité tout au long de la révolution américaine. Le commissariat général des magasins militaires est un échelon au-dessus du commissariat des magasins militaires sur le terrain.
En 1794, la Springfield Armory devient l'une des premières armureries nationales, produisant des armes et des munitions jusqu'à sa fermeture en 1968. L'arsenal d'Harper's Ferry commence la production en 1798.

### Expansion continentale et guerre de Sécession
Faisant partie du département à la Guerre, depuis 1789, le congrès a créé le département du matériel séparé, supervisé par le secrétaire à la Guerre, le 14 mai 1812, dans le cadre des préparations de la guerre de 1812 avec la responsabilité de la production des armes et des munitions, de leur acquisition, de leur distribution et de leur stockage. La loi crée également un nouveau poste, le commissaire général du matériel,,. Le 5 février 1815, le colonel Decius Wadsworth (en), l'ancien commissaire général des achats est choisi en tant que commissaire général du matériel,,. La loi donne également la direction au nouveau commissaire général du matériel : « solliciter les artisans et ouvriers pour diriger l'inspection et de la preuve de l'ensemble des canons et des armes de petit calibre pour diriger la construction de équipements des wagons des canons et des munitions pour faire les estimations et les contrats pour l'achat de munitions et de magasins et pour les délivrer à l'armée en provenance des armureries et des retours trimestriels des arsenaux de la propriété et de recevoir de la part de tous les responsables des rapports de dommages à l'équipement du matériel pour établir des dépôts de munitions pour la préparation des règlements pour l'administration du département du materiel et des formulaires de déclarations et de rapports ».
Afin d'améliorer et de réformer l'organisation de l'armée à la suite de la fin de la guerre de 1812, la loi relative à la réorganisation de l'armée du 3 mars 1815 est adoptée, qui parmi de nombreux autres changements importants modifie les responsabilités du département du materiel « de manière à inclure l'achat d'armes et de munitions, la supervision des arsenaux de l'armée et des armureries, et le recrutement et la formation des artificiers » avec la responsabilité d'armer et d'équiper la milice d'un crédit de 200 000 $ par an prévu par la loi du 23 avril 1808.
En 1821, tous les officiers affectés dans le département du materiel sont réaffectés dans la branche de l'artillerie. Le département du materiel continue à fonctionner avec les officiers de l'artillerie. En 1832, une loi du congrès rétablit le département du materiel,.
Le 3 août 1861, une loi du congrès ajoute au département du materiel le titre de chef du materiel « avec la fonction de paye et des émoluments du quartier maître général(132) ». Le 1er janvier 1861, le brigadier général James Wolfe Ripley (en) est promu au-dessus de l'actuel commissaire général du materiel, le colonel Henry K. Craig pour devenir le premier chef du materiel nouvellement réorganisée.
Au cours de la guerre de Sécession, le département du materiel achète et fournit d'énormes quantités d'armes et de provisions, et avec la mise en place du Sandy Hook Proving Ground (en), dans le New Jersey, en 1874, l'armée acquiert ses premières installations d'essais à grande échelle. La guerre hispano-américaine est le premier conflit dans lequel le département déploie du matériel à l'étranger et fournit du soutien pour le combat à corps à corps.

### Première Guerre mondiale
Au début de la Première Guerre mondiale, le département du materiel est « responsable du ravitaillement de l'armée en armes, équipements, et munitions... établissant et maintenant des arsenaux et des dépôt pour la fabrication, la réparation, et le maintien en condition du materiel, et de fournir des équipements équestres et des matériels pour les soldats comme les cantines, les tasses en étain, les couteaux, les fourchettes et les cuillères ».
Pendant la Première Guerre mondiale, le département du materiel mobilise la base industrielle des États-Unis, développe conjointement des armes avec les alliés européens, et établit des dépôts de ravitaillement outre-mer et des installations d'entraînement du materiel. En 1919, les essais sont déplacés du Sandy Hook Proving Ground vers l'Aberdeen Proving Ground au Maryland.

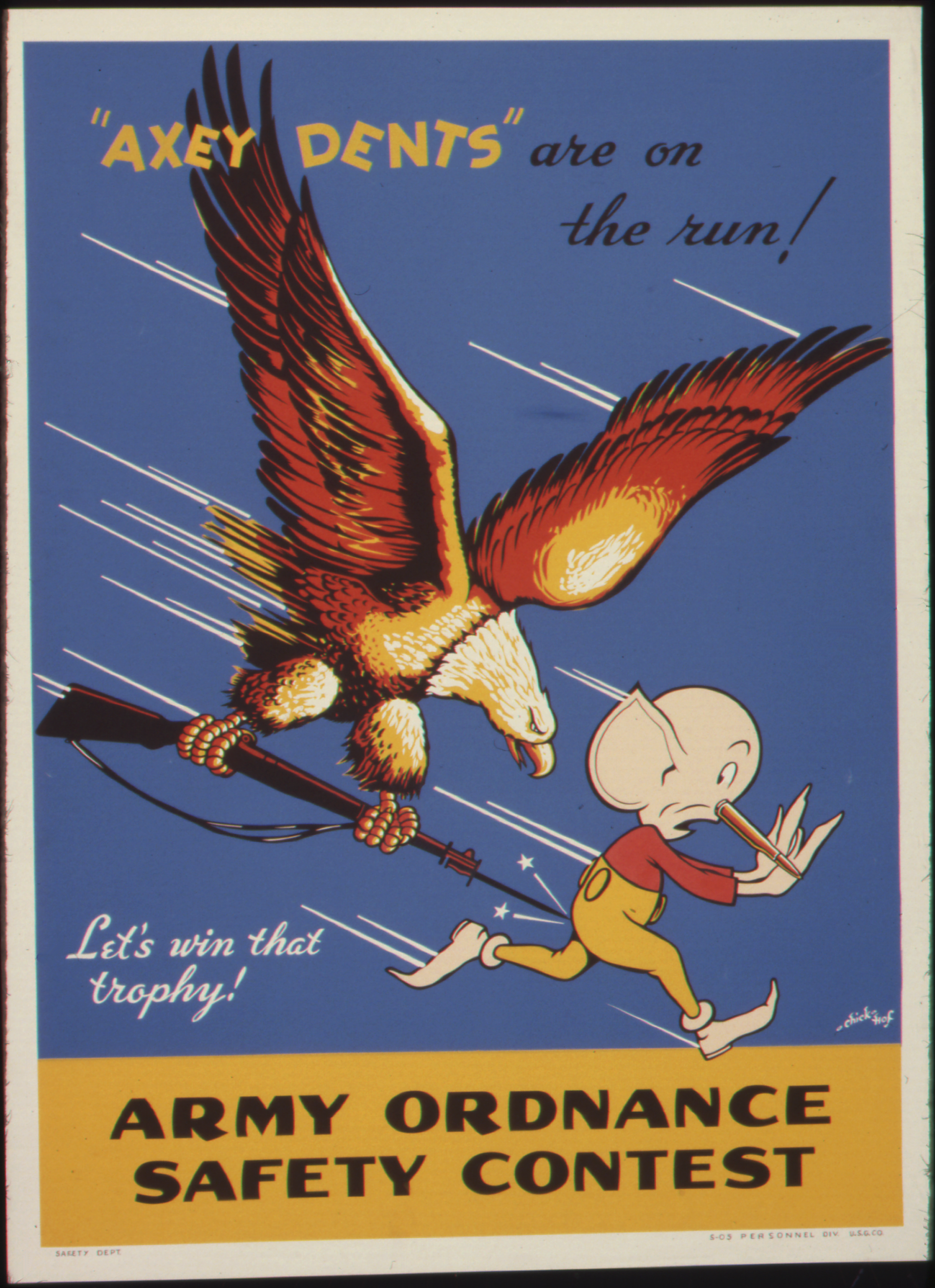
Une campagne de sécurité autour du materiel par l'U.S. Army parue à l'apogée de la seconde guerre mondiale (c. 1942-1943) par le War Production Board

### Seconde Guerre mondiale
En 1940, tout l'entraînement du materiel, les officiers et les hommes du rang sont déplacés de l'Arsenal de Raritan vers l'Aberdeen Proving Ground, formant l'école du materiel.
La seconde Guerre mondiale étend les responsabilités du département du materiel pour inclure la production, l'acquisition, la distribution et les missions d'entraînement pour les forces terrestres de l'armée, l'armée de l'air et, pour quelques catégories, la marine. En août 1942, le département du materiel assume la responsabilité de l'approvisionnement et la maintenance de tous les véhicules sur roues et motorisés,.
Typiquement, le département du materiel est responsable de délivrer les armes et les munitions aux troupes de combat au niveau divisionnaire. Le matériel est délivré sur le théâtre à des dépôts, qui ravitaillent principalement d'autres installations de ravitaillement, et des points de ravitaillement de munitions (ASP), qui distribuent essentiellement les munitions aux troupes de combat. Bien que la structure précise de l'organisation est toujours adaptée aux conditions sur le terrain, il y a habituellement deux ASP par division. Les divisions de l'armée de la seconde guerre mondiale ont habituellement une compagnie du materiel. Alors que le ravitaillement en munition est distribué au travers de la hiérarchie organisationnelle, son transport et son allocation deviennent de plus en plus de la responsabilité des unités de combats elles-mêmes.
Au début de 1942, avec l'autorisation du chef du materiel, une branche d'informatique à l'école Moore de génie électrique (en) de l'université de Pennsylvanie est créée comme annexe de l'Aberdeen Proving Ground sous le nom de code « Project PX ». Le 15 février 1946, l'« Electronic Numerical Integrator and Computer » (ENIAC), l'ordinateur électronique d'intérêt général mondial, est inauguré. L'ENIAC est conçu pour calculer les tables de tir de l'artillerie pour le Laboratoire de recherche balistique (en). Le premier usage de l'ENIAC est les calculs de la bombe à hydrogène.

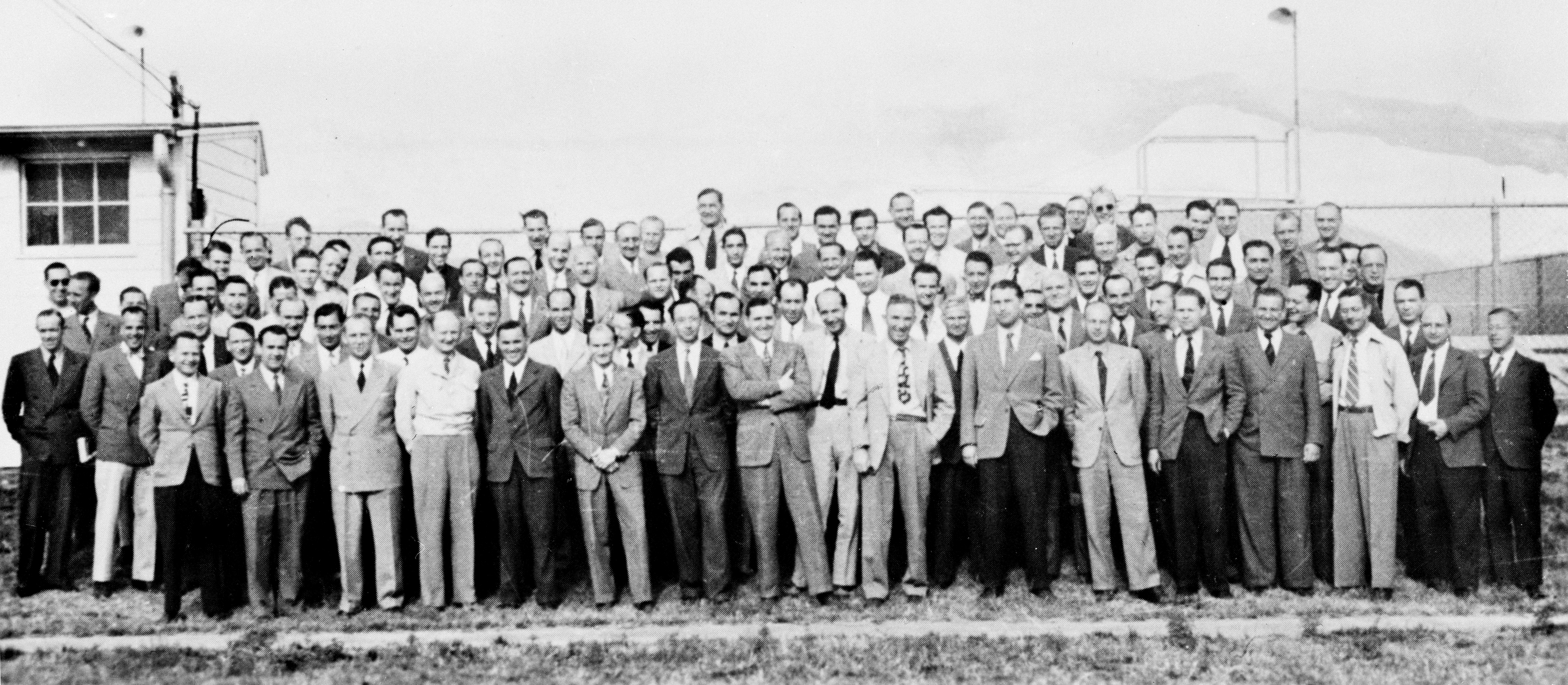
Scientifiques de l'Opération Paperclip du centre Rocket du materiel.

En août 1945, le colonel Holger Toftoy (en), chef de la branche missile de la division de recherche et de développement du département du materiel de l'US Army, propose des premiers contrats d'une année à des scientifiques en aérospatiale allemands pour l'opération Paperclip, un programme utilisé pour recruter des scientifiques de l'Allemagne nazie au profit des États-Unis ; 127 d'entre eux acceptent. En septembre 1945, le premier groupe de sept scientifiques en fusée arrivent à fort Strong (en), dans l'État de New York et puis partent pour fort Bliss, au Texas en janvier 1946,.
En 1949, les scientifiques allemands sont transférés du centre de lancement de White Sand du complexe de lancement de fort Bliss à l'centre de lancement du materiel de l'arsenal de Redstone

### Corée, Vietnam, et guerre froide
Le département du materiel est renommé corps du materiel dans la loi d'organisation de l'armée du 28 juin 1950.
Lors de la Corée et du Vietnam, le corps du materiel fournit le ravitaillement et la maintenance du matériel, caractéristique de ses traditions de « service à la ligne, sur la ligne et à temps », et est actif dans le développement de fusées, de missiles guidés et de satellites.
En 1962, le corps du materiel est renommé branche du materiel et est placée au sein de la branche de la logistique du commandement du matériel de l'armée. Il est séparé de la logistique et renommé corps du materiel en 1985.

### Guerre contre le terrorisme
En vertu du réalignement et fermeture de bases (BRAC) (en), le centre et l'école du materiel de l'US Army sont relocalisés de l'Aberdeen Proving Ground au Maryland vers le fort Lee (en).

## Héraldique et traditions

### Insigne de la branche
L'insigne de la branche du corps du matériel est représenté par l'« obus et la flamme ». Il est utilisé par le corps du matériel depuis 1832 ; il est considéré comme l'insigne d'une branche le plus ancien de l'armée. Un insigne similaire a été utilisé par l'armée britannique. Après son adoption par l'armée américaine, la forme a été utilisée par l'artillerie comme pour le matériel jusqu'en 1834 lorsque les canons croisés ont été adoptés par l'artillerie. En 1835, l'obus et la flamme sont utilisés sur les boutons des membres du corps du matériel, et la forme est utilisée sur divers objets portés sur l'uniforme depuis leur adoption. La simplicité de l'obus et de la flamme symbolise l'armement d'une époque révolue, alors que l'action qu'elle suggère s'applique avec la même intensité aux armes d'aujourd'hui.

### Plaque de la branche
La forme de la plaque comprend l'insigne de la branche, les lettres et le rebord en or. Le fond est cramoisi,.

### Insigne régimentaire
L'insigne régimentaire pour le corps du matériel est approuvé le 25 mars 1986. Il est en émail et métal de couleur de 2,5 cm de hauteur comprenant deux canons gris anciens en sautoir sur un disque blanc derrière un encerclement de défilement sous la forme d'une boucle de ceinture rouge avec, entre l'intersection des canons et de la ceinture, une bombe noire antique, ses flammes écarlates émises au-dessus de l'insigne de derrière de la ceinture, qui porte l'inscription « ORDNANCE CORPS U.S.A. » en lettres d'or.
Les canons croisés sont représentatifs des relations précoces du corps du matériel avec l'artillerie. La bombe enflammée, aussi connue comme l'obus et la flamme, représente l'armement d"une époque révolue, alors que l'énergie qu'elle représente est applicable aux armes actuelles. La ceinture des canonniers, qui enserre la bombe enflammée et les canons croisés, est embossée avec les mots « ORDNANCE CORPS U.S.A. » et représente l'association traditionnelle entre les munitions et l'armement. Le fond blanc symbolise la devise du corps du matériel « ARMEMENT POUR LA PAIX ».

### Credo du soldat du matériel
En tant que soldat du matériel de l'armée des États-Unis, j'utiliserai toutes les compétences et tous les moyens disponibles pour assurer qu'une mobilité supérieure, une puissance de feu, et des communications sont des avantages appréciés par l'armée des États-Unis sur ses ennemis. En tant que soldat du matériel, je comprends totalement mon devoir d'assurer dans des conditions défavorables et je m'efforcerai continuellement de perfectionner mon art. Je resterai souple de façon à faire face à toute urgence.
Par ma conduite, je respecterai le code du soldat. Lors de ma mission de soutien, j'utiliserai toutes les compétences disponibles pour maintenir la supériorité ; je serai toujours tactiquement et techniquement compétent. En tant que soldat du matériel, je n'aurai pas de plus grande tâche,.

### Chant du matériel de l'armée
Chant de l'armée des États-Unis (en)
Les paroles et la musique de « Arms for the Love of America » sont composées originellement par Irvin Berlin et publiées par l'association du matériel de l'armée en 1941. Elle est dédiée au major général Charles M. Wesson (en), le chef du matériel de 1938 à 1942.
On land and on the sea and in the air

We've gotta be there, we've gotta be there

America is sounding her alarm

We've gotta have arms, we've gotta have arms

Arms for the love of America!

They speak in a foreign land, with weapons in every hand

Whatever they try, we've gotta reply

In language that they understand

Arms for the love of America!

And for the love of every mother's son

Who's depending on the work that must be done

By the man behind the man behind the gun
— Lyrics to Arms for the Love of America
- (en) « Arms For the Love of America » (version du 13 mai 2011 sur Internet Archive) — joué par Kay Kyser and his Orchestra; voix de Harry Babbitt.
- (en) « Arms For the Love of America » (version du 13 mai 2011 sur Internet Archive) — joué par Barry Wood and the Lyn Murray Singers.

### Ordre du matériel de Samuel Sharpe
« L'objectif de l'ordre du matériel de Samuel Sharpe est de reconnaître les personnes qui ont servi le corps du matériel de l'armée des États-Unis avec une intégrité démontrée, d'une grande moralité et avec une compétence professionnelle pendant une période de temps prolongée. Et dont les contributions désintéressées pour le corps se distinguent aux yeux de leurs aînés, de leurs pairs et de leurs subordonnés. »

— Critère de sélection de Samuel Sharpe, Ordnance Corps Association
Le 26 février 1628, la cour des assistants de Londres ordonne que « cinq pièces d'artillerie et une grande quantité d'autres armes et de balles » établies dans une colonie près de l'actuel Salem soient placées sous le contrôle de M. Samuel Sharpe, faisant de lui le premier Européen « maître canonnier de notre matériel » sur le continent américain,.

## Personnel du corps du materiel de l'United States Army

### Chefs du materiel
En 1962, le bureau du chef du materiel est dissous et toutes les fonctions administratives en relation avec le matériel sont assurées par d'autres agences de l'armée. La position est ré-établie en 1983, en tant qu'agence promotrice de toutes les spécialités professionnelle et de la gestion de carrière en relation avec le materiel. Le corps du materiel rejoint le système régimentaire de l'armée des États-Unis en 1986, avec le chef du materiel à la tête du corps.
Les généraux commissaires (en), généraux commissaires du materiel et chefs du materiel sont répertoriés ci-après, :
- Ezekiel Cheever, 1776
- Colonel Decius Wadsworth (en), 1815–1821[7]
- Colonel George Bomford (en), 1832–1842[7]
- Colonel George Talcott, 1842–1851[7]
- Colonel Henry K. Craig, 1851–1861[7]
- Brigadier général James W. Ripley (en), 1861–1863[7]
- Brigadier général George D. Ramsey, 1863–1864[7]
- Brigadier général Alexander B. Dyer, 1864–1874[7]
- Brigadier général Stephen Vincent Benet, Sr., 1874–1891[7]
- Brigadier général Daniel W. Flagler (en), 1891–1899
- Brigadier général Adelbert R. Buffington (en), 1899–1901
- Major général William Crozier (en), 1901–1918
- Major général Clarence C. Williams, 1918–1930[27]
- Major général Samuel Hof (en), 1930–1934[28]
- Major général William H. Tschappat, 1934–1938[29]
- Major général Charles M. Wesson (en), 1938–1942[30]
- Lieutenant général Levin H. Campbell, Jr. (en), 1942–1946[31]
- Major général Everett S. Hughes (en), 1946–1949[32]
- Major général Elbert L. Ford, 1949–1953[33]
- Lieutenant général Emerson L. Cummings (en), 1953–1958
- Lieutenant général John H. Hinrichs (en), 1958–1962
- Major général Horace F. Bigelow, 1962
- Major général William E. Potts (en), 1983–1986
- Brigadier général Leon E. Salomon (en), 1986–1988
- Major général James W. Ball, 1988–1990
- Major général Johnnie E. Wilson (en), 1990–1992
- Major général John G. Coburn (en), 1992–1994
- Major général James W. Monroe, 1994–1995
- Major générall Robert D. Shadley, 1995–1997
- Brigadier général Thomas R. Dickinson, 1997–1998
- Major général Dennis K. Jackson, 1998–2000
- Major général Mitchell Stevenson, 2000–2003
- Brigadier général William M. Lenaers, 2003–2004
- Major général Vincent E. Boles, 2004–2006
- Brigadier général Rebecca S. Halstead (en), 2006–2008
- Brigadier général Lynn A. Collyar, 2008–2010
- Brigadier général Clark W. LeMasters Jr., 2010–2012[34]
- Brigadier général Edward M. Daly, 2012-2013[35]
- Brigadier général Jack Haley 2013-2015
- Brigadier général Kurt J. Ryan 2015-2016
- Brigadier général David Wilson 2016–

### Officier des zones de concentration (AOC)
- 91B Materiel Maintenance Officer (dissous)
- 91D Munitions Management Officer (dissous)
- 89E Explosive Ordnance Disposal Officer[4]
- 91A Materiel Maintenance and Munitions Management Officer[4],[36]

### Spécialités professionnelles des sous-officiers
- 890A Ammunition Warrant Officer[4]
- 913A Armament Systems Maintenance Warrant Officer[4]
- 914A Allied Trades Warrant Officer[4]
- 915A Automotive Maintenance Warrant Officer[4]
- 915E Senior Automotive Maintenance Warrant Officer[4]
- 919A Engineer Equipment Maintenance Warrant Officer[4]
- 948B Electronics Maintenance Warrant Officer
- 948D Electronic Missile Systems Maintenance Warrant Officer[4]
- 948E Senior Electronics Maintenance Warrant Officer[4]

### Spécialités professionnelles des hommes du rang (MOS)
- 89A Ammunition Stock Control and Accounting Specialist[37],[38]
- 89B Ammunition Specialist (formerly 55B)[38],[39]
- 89D Explosive Ordnance Disposal Specialist (formerly 55D)[38],[40]
- 91A M1 ABRAMS Tank System Maintainer (formerly 63A)[38],[41],[42]
- 91B Wheeled Vehicle Mechanic (formerly 63B)[38],[42],[43]
- 91C Utilities Equipment Repairer (formerly 52C)[38],[42],[44]
- 91D Power Generation Equipment Repairer (formerly 52D)[38],[42],[45]
- 91E Allied Trades Specialist (formerly 91E and 91W)[38],[42],[46]
- 91F Small Arms/Artillery Repairer (formerly 45B)[38],[42],[47]
- 91G Fire Control Repairer (formerly 45G)[38],[42],[48]
- 91H Track Vehicle Repairer (formerly 63H)[38],[42],[49]
- 91J Quartermaster and Chemical Equipment Repairer (formerly 63J)[38],[42],[50]
- 91K Armament Repairer (formerly 45K)[38],[42],[51]
- 91L Construction Equipment Repairer (formerly 62B)[38],[42],[52]
- 91M Bradley Fighting Vehicle System Maintainer (formerly 63M)[38],[42],[53]
- 91P Self Propelled Artillery Artillery Systems Maintainer (formerly 63D)[38],[42],[54]
- 91S Stryker Systems Maintainer[38],[55]
- 91X Maintenance Supervisor (formerly 63X)[38],[42]
- 91Z Senior Maintenance Supervisor (formerly 63Z)[38],[42]
- 94A Land Combat Electronic Missile System Repairer[38],[56]
- 94D Air Traffic Control Equipment Repairer[38],[57]
- 94E Radio and Communication (COMSEC) Security Repairer[38],[58]
- 94F Computer/Detection Systems Repairer[38],[59]
- 94H Test Measurement and Diagnostic Equipment (TMDE) Maintenance Support Specialist[38],[60]
- 94M RADAR Repairer[38],[61]
- 94P Multiple Launch Rocket System (MLRS) Repairer[38],[62]
- 94R Avionics and Survivability Repairer[38],[63]
- 94S PATRIOT System Repairer[38],[64]
- 94T AVENGER System Repairer[38],[65]
- 94X Senior Missile Maintenance Supervisor[38]
- 94W Electronic Maintenance Chief[38]
- 94Y Integrated Family of Test Equipment (IFTE) Operator/Maintainer[38],[66]
- 94Z Senior Electronic Maintenance Chief[38]

## Écoles et musées
Pendant la Première Guerre mondiale, le département du materiel crée des écoles dans plusieurs lieux dont des universités, des usines civiles, des armureries, des arsenaux, et des dépôts sur le terrain. La plupart de l'entraînement est consolidé au camp d'entraînement du materiel au camp Hancock, en Géorgie. En 1940, l'école du materiel de l'armée des États-Unis (en) est créée à l'Aberdeen Proving Ground. En 2008, l'école est déplacée à fort Lee (en) en Virginie.
L'école de maintenance des munitions et d'électronique du materiel de l'armée des États-Unis (OMEMS) est installée à l'arsenal de Redstone depuis 1952 jusqu'à sa fusion avec l'école du materiel de l'armée des États-Unis en 2011. Ses missions sont l'entraînement des militaires et des civils au désarmement en sécurité et au démantèlement des explosifs et la réparation et la maintenance des systèmes électroniques, des missiles et des munitions.
Le musée du materiel de l'armée des États-Unis est créé à l'Aberdeen Proving Ground en 1919. En 2010, le musée est fermé et reformé au fort Lee en tant que centre de l'entraînement et de l'héritage du materiel des États-Unis.